# Stade de Marrakech
Stade de Marrakech (arabul: ستاد مراكش) egy többfunkciós stadion Marrákesben. A stadiont a Gregotti Associati International építészeti iroda tervezte, befogadóképessége 45240 fő. A 2011-ben befejezett stadionban főleg futballmeccseket rendeznek, a Kawkab Marrakech marokkói futballcsapat otthona. Itt rendezik majd a 2014-es IAAF Continental Cup-ot. 2014-es FIFA-klubvilágbajnokságon 4 mérkőzést, köztük a döntőt is itt rendezik. A stadionban rendezték a 2014-es afrikai atlétikabajnokságot is.

## Történet

### Építkezés
2003-ban kezdődött az építkezés amely 7 évig és 3 hónapig tartott. A stadiont 2011. január 5-én avatták fel két marokkói focicsapat meccsével. Kawkab Marrakech és Vidad Casablanca találkozott az Olympique Lyonnais-val és a Paris Saint Germain-nel.

### Kritikák
Több mint hét évnyi építkezés után a marrákesiek felavatták a világ első olyan stadionját, amely egyszerre téglalap alakú, és futópályát is tartalmaz. Emiatt a lelátók messzebb vannak a futópályától és focipályától is, a meccsek és a sportesemények kevésbé látványosak.

### Bejutás a stadionba
A stadionba való bejutást 16 ajtó és egy fő bejárat segíti.

## Karakterisztikák
A stadion teljes területe 58 hektár. A 45 240 ülőhelyből 36 300 fedett, 200 királyi, 600 VIP, 1130 médiának szánt illetve 700 mozgássérülteknek fenntartott ülőhely van. Összesen 42 610 ülőhely van az átlagos nézőknek. A fő stadion mellett egy kisebb, 5000 férőhelyes stadion is található. Ezen felül a médiások számára egy 1000 m²-es terület áll rendelkezésre. A stadion mellett egy 7500 autó befogadására képes parkoló áll.
Az átszámítva körülbelül 90 millió euróból épült stadion szigorú nemzetközi szabályoknak felel meg, ennek köszönhetően rendezhetőek itt nemzeti és nemzetközi versenyek egyaránt.